# Gąbin (Poméranie-Occidentale)
Pour les articles homonymes, voir Gąbin.
Gąbin est une localité polonaise de la gmina mixte de Trzebiatów, située dans le powiat de Gryfice en voïvodie de Poméranie-Occidentale. Elle se situe à environ 17 km au nord de la ville de Gryfice et 85 km au nord-est de la capitale régionale Szczecin. 

## Géographie

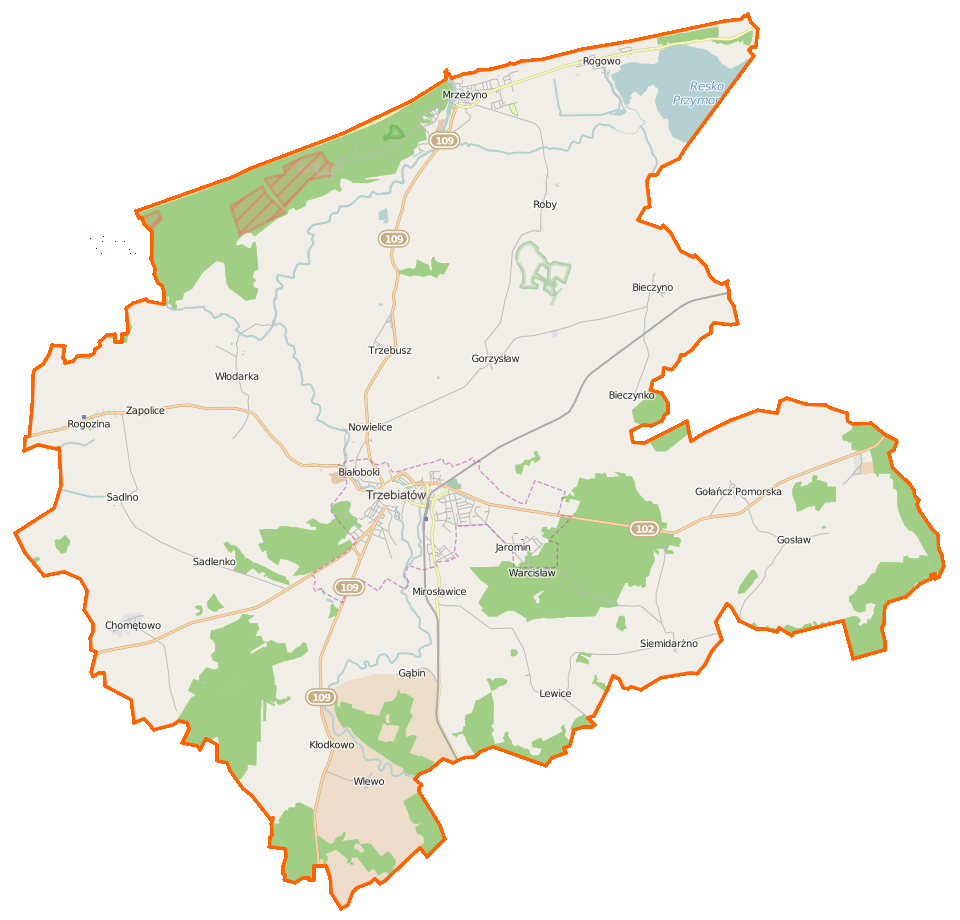
Carte de la gmina de Trzebiatów.

## Histoire
De 1637 à 1945, Gummin fait partie de l'arrondissement de Greifenberg-en-Poméranie au sein de la province de Poméranie.